# Цифрова валюта центрального банку
Цифрова валюта центрального банку (ЦВЦБ) — цифрова форма існуючих фіатних грошей, що вже емітовані центральним банком і є загальнодоступним законним платіжним засобом на території країни.
Такі валюти допомагають знижувати витрати на перекази та дозволяють державі інтегруватися в область блокчейн технологій.
Слід відрізняти цифрову валюту центрального банку від цифрової валюти, віртуальної валюти та криптовалюти, оскільки останні не випускаються державою і не мають статусу законного платіжного засобу на території країни. Цифрові монети залучають початківців та досвідчених інвесторів можливістю отримати хороші гроші на волатильності курсу та загальній динаміці ринку. А найбільший інтерес стабільно зосереджено довкола головної монети — Біткоіна.
ЦВЦБ має ефективно виконувати функції фіатних грошей. Зокрема, ЦВЦБ, що зберігається  на рахунках, може бути засобом обігу. Окрім цього, ЦВЦБ може мати додаткові переваги порівняно з готівковими та безготівковими коштами, зокрема завдяки підвищеній надійності, оскільки всі рахунки зберігаються в центральному банку.
ЦВЦБ має обмінюватись без обмежень на готівкові або безготівкові кошти у співвідношенні 1:1.

## Види ЦВЦБ
Відповідно до комбінацій властивостей, виокремлюють наступні види цифрових валют центрального банку за їхнім призначенням:
- ЦВЦБ як цифровий еквівалент готівки;
- ЦВЦБ для міжбанківських розрахунків;
- ЦВЦБ як інструмент монетарної політики;
- ЦВЦБ як еквівалент рахунку, відкритого в центральному банку[4].

## Існуючі ЦВЦБ
Фактично свою ЦВЦБ як аналог існуючим фіатним грошам, що зберігають обіг, наразі впровадили:
- Сенегал
- Сінгапур (Ubin)[6]
- Туніс

Декілька країн вивчають можливість масового запровадження ЦВЦБ теоретично, а також запустили практичні лабораторні дослідження, в рамках яких в обіг було випущено обмежені суми ЦВЦБ для тестування операцій з їхнім використанням:
- Україна (е-гривня)[4][7][8]
- Росія (цифровой рубль)[9]
- Канада (Jasper)[10]
- ПАР (Khokha)
- Таїланд (Inthanon)[11]
- Швеція (e-krona)[12][13]
- Уругвай (e-Peso)[14][15]
- Багамські Острови
- Китай
- Норвегія
- Сполучене Королівство
- Франція

Крім цього, у 2018 році уряд Венесуели розпочав випуск власної криптовалюти El Petro, яка є загальнодоступним інструментом. Проте її не можна класифікувати як ЦВЦБ, оскільки курс валюти прив’язаний не до існуючої валюти країни, а до ціни на енергоресурси. Крім того, емісією криптовалюти займається уряд країни, а не центробанк.
9 грудня 2020 року один із найстаріших німецьких банків Bankhaus von der Heydt разом в партнерстві з Bitbond створив свій стейблкоїн EURB на базі мережі Stellar. Це був перший стейблкоїн випущений безпосередньо банківською установою на базі Stellar на криптовалютному ринку Європи.
4 січня 2021 року Міністерство цифрової трансформації України та Stellar Development Foundation підписали Меморандум про взаєморозуміння та співпрацю, в рамках якого працюватимуть над розробкою стратегії розвитку ринку віртуальних активів в Україні.
Нігерія обмежила зняття готівки у банкоматах на суму понад $225 на тиждень, щоб змусити населення використати цифрову валюту Центробанку (CBDC).